# Il tumulo
Il tumulo (The Mound) è un romanzo breve dell'orrore che lo scrittore statunitense H. P. Lovecraft scrisse in qualità di ghostwriter per conto della cliente Zealia Bishop tra il dicembre 1929 e il gennaio 1930 e pubblicato per la prima volta nel novembre 1940, dopo la morte dell'autore. È stato pubblicato in italiano nel 1976 col titolo Xinaian e ripubblicato anche coi titoli L'orrore sotto il tumulo e K'n-yan.
Fu scritto totalmente da Lovecraft: infatti le indicazioni che la Bishop diede all'autore erano le seguenti: "C'è un tumulo indiano qui vicino, che si dice sia abitato da un fantasma senza testa. Talvolta sembra una donna".

## Trama
Giunto nella cittadina di Binger, nell'Oklahoma occidentale, per studiare le origini di un'antica leggenda indiana, un etnologo viene a conoscenza di una lunga serie di inquietanti episodi la cui origine è un misterioso tumulo che si innalza poco lontano dal centro abitato. Da tempo immemorabile, sulla sommità di questa collina artificiale, appare di giorno il fantasma di un indiano e la notte quello di una squaw decapitata che regge una fiaccola azzurra. Dalle varie spedizioni organizzate per far luce sull'enigma molti uomini non hanno più fatto ritorno, mentre altri sono riapparsi in città qualche tempo dopo con vistose mutilazioni e vaneggiando di un popolo nascosto nel sottosuolo e dedito da millenni a un culto malvagio che l'avrebbe reso immortale; altri ancora sono ritornati senza aver scoperto nulla.
Prima di partire per la sua esplorazione solitaria, l'etnologo cerca di ottenere informazioni da Aquila Grigia, un capo Wichita incredibilmente vecchio che lo avverte di stare alla larga dal tumulo. Vedendo però la determinazione dello scienziato, Aquila Grigia gli affida un medaglione fabbricato con un metallo sconosciuto e decorato con strani simboli, che dovrebbe proteggerlo dalle crudeli entità sotterranee.
Partito in concomitanza dell'apparizione diurna sul colle, l'etnologo, arrivato sulla cima di questo, ritrova un cilindro metallico sepolto in una conca nella parte occidentale del tumulo; a rivelargli la presenza dell'oggetto è stato il medaglione, che essendo fatto del medesimo metallo ne veniva attratto come da una calamita. Il cilindro non è altro che un contenitore e conserva al suo interno un voluminoso manoscritto risalente all'anno 1545. L'autore, lo spagnolo Panfilo de Zamacona, lo presenta come una relazione del suo viaggio e della sua permanenza “nel mondo sotterraneo di Xinaian”.
Il racconto dell'hidalgo si snoda lungo un arco di tempo che va dall'ottobre del 1541 al 1545, periodo durante il quale egli ha vissuto presso una civiltà che si è stabilita in un'epoca lontanissima nelle viscere della terra, dove ha conquistato l'immortalità per mezzo di avanzate conoscenze scientifiche e grazie allo sviluppo di sofisticate capacità telepatiche e di smaterializzazione. L'antico culto delle divinità Cthulhu e Yig, inoltre, è stato fattore di coesione e continuità nella vita della colonia sotterranea, dove sono presenti, oltre agli uomini, dei mostruosi animali utilizzati come cavalcature (i gyaa-yothn) e dei cadaveri umani rianimati e impiegati nei lavori più umili o come macabro divertimento per gli annoiati plurimillenari abitanti della città di Tsath, principale nucleo della colonia.
Dopo aver letto il tragico epilogo dell'avventura vissuta da Zamacona, l'etnologo decide di tornare una seconda volta sulla collina per cercare l'entrata di quel mondo sepolto. La troverà, ma a prezzo di una sconvolgente rivelazione finale.

## Edizioni italiane
- L'orrore sotto il tumulo, traduzione di Gianni Pilo, Newton Compton, 1994, ISBN 978-8879835930
- K'n-yan, traduzione di Giuseppe Lippi, in Necronomicon, Mondadori, 2017, ISBN 978-8804682561
- Il tumulo, traduzione di Domingo Ottati, Il Gulliver, 2022, ISBN 979-8427327121